# Abdurrahman Wahid
Abdurrahman Wahid, também conhecido por Gus Dur (Jombang, 7 de setembro de 1940 - Jakarta, 30 de dezembro de 2009), foi um político indonésio, tendo sido presidente da Indonésia de 1999 a 2001. Fundador do "Partido do Despertar Nacional" (em Indonésio: Partai Kebangkitan Bangsa, ou PKB). Abdurrahman Wahid foi o quarto presidente indonésio, tomando posse em 21 de outubro de 1999, precedido por Jusuf Habibie e sucedido por Megawati Sukarnoputri.

## Biografia
Um líder de longa data dentro da organização Nahdlatul Ulama, ele foi o fundador do Partido do Despertar Nacional (PKB). Era filho do Ministro dos Assuntos Religiosos, Wahid Hasyim, e neto do fundador de Nahdatul Ulama, Hasyim Asy'ari. Ele tinha uma deficiência visual causada por glaucoma, estava cego no olho esquerdo e parcialmente cego no olho direito. Ele foi o primeiro e, até 2024, o único presidente da Indonésia a ter deficiências físicas.
O presidente Abdurrahman Wahid foi fundamental para suspender a proibição de Imlek. Até 1998, a prática espiritual para celebrar o Ano Novo Chinês pelas famílias chinesas era restrita especificamente apenas dentro da casa chinesa. Esta restrição é feita pelo governo da Nova Ordem através de uma Instrução Presidencial nº 14 de 1967 assinada pelo Presidente Suharto. Em 17 de janeiro de 2000, o presidente Abdurrahman Wahid emitiu o Decreto Presidencial nº 6 de 2000 para anular a instrução anterior. Ele também foi quem estabeleceu o confucionismo como a sexta religião oficial na Indonésia em 2000 e quem protegeu os direitos das minorias na Indonésia. Como resultado, ele recebeu o título de "Pai do Pluralismo".
Seu apelido popular 'Gus Dur' é derivado de Gus, um honorífico comum para um filho de kyai, e da forma curta de bagus ('rapaz bonito' em javanês); e Dur, abreviação de seu nome, Abdurrahman.
Abdurrahman Wahid morreu em 30 de dezembro de 2009, devido a uma grave doença.